# Burg Zabrzeż
Die Burg Zabrzeż (polnisch Zamek w Zabrzeży) ist eine Burgruine, die auf dem Berg Babia Góra in Zabrzeż bei Łącko in der polnischen Woiwodschaft Kleinpolen an der Mündung der Kamienica Gorczańska in den Fluss Dunajec im Gebirgszug der Beskiden (Übergang der Gorce und Inselbeskiden) liegt. Sie zählt zu den Dunajec-Burgen, die die mittelalterliche Handelsstraße vom Königreich Polen nach Oberungarn entlang des Dunajec und Poprads bewachten.

## Geschichte
Auf dem Burgberg befand sich bereits zur Zeit der Lausitzer Kultur eine befestigte Siedlung. Die Burg entstand im 13. Jahrhundert und ist 1312 erstmals in einem Dokument des Klarissenkloster Stary Sącz urkundlich fassbar. Es handelte sich möglicherweise um eine Ritterburg. Aus den Quellen ist nicht ersichtlich, wann die Burg zerstört wurde. Archäologische Funde belegen jedoch einen Brand als Ursache der Zerstörung. Heute sind nur Mauerreste und der Burggraben erhalten. Die Burg lag auf dem Gipfel eines Bergs, der 84 Meter über den Dunajec ragt. Möglicherweise ist die Burg mit der Burg Lemiesz gleichzusetzen, die im 14. Jahrhundert in der Heiligenerzählung Leben der Heiligen Kinga erwähnt wird.